# Michael McDonald (cestista)
Michael Dewayne McDonald (Longview, 13 febbraio 1969) è un ex cestista statunitense, professionista nella NBA e in Europa.

## Carriera
È stato selezionato dai Golden State Warriors al secondo giro del Draft NBA 1995 (55ª scelta assoluta).
Con gli Stati Uniti ha disputato i Campionati americani del 1997.

## Palmarès
- CBA Defensive Player of the Year (1998)
- CBA All-Defensive First Team (1998)
- CBA All-Rookie Second Team (1996)
- Miglior stoppatore CBA (1996)
- Migliore nella percentuale di tiro CBA (1996)